# Maison de la Chancellerie (Loches)
La maison de la Chancellerie est une maison située à Loches. Le monument fait l’objet d’une inscription et d'un classement au titre des monuments historiques depuis le 8 août 1923 et 4 juin 1993.

## Galerie

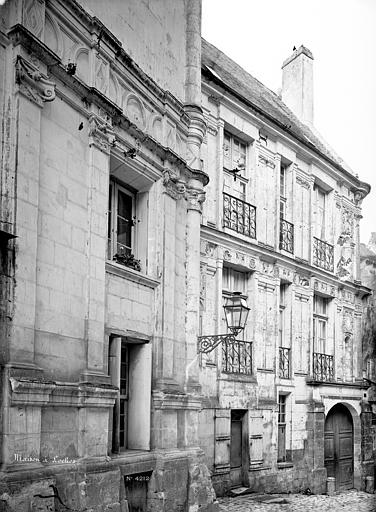
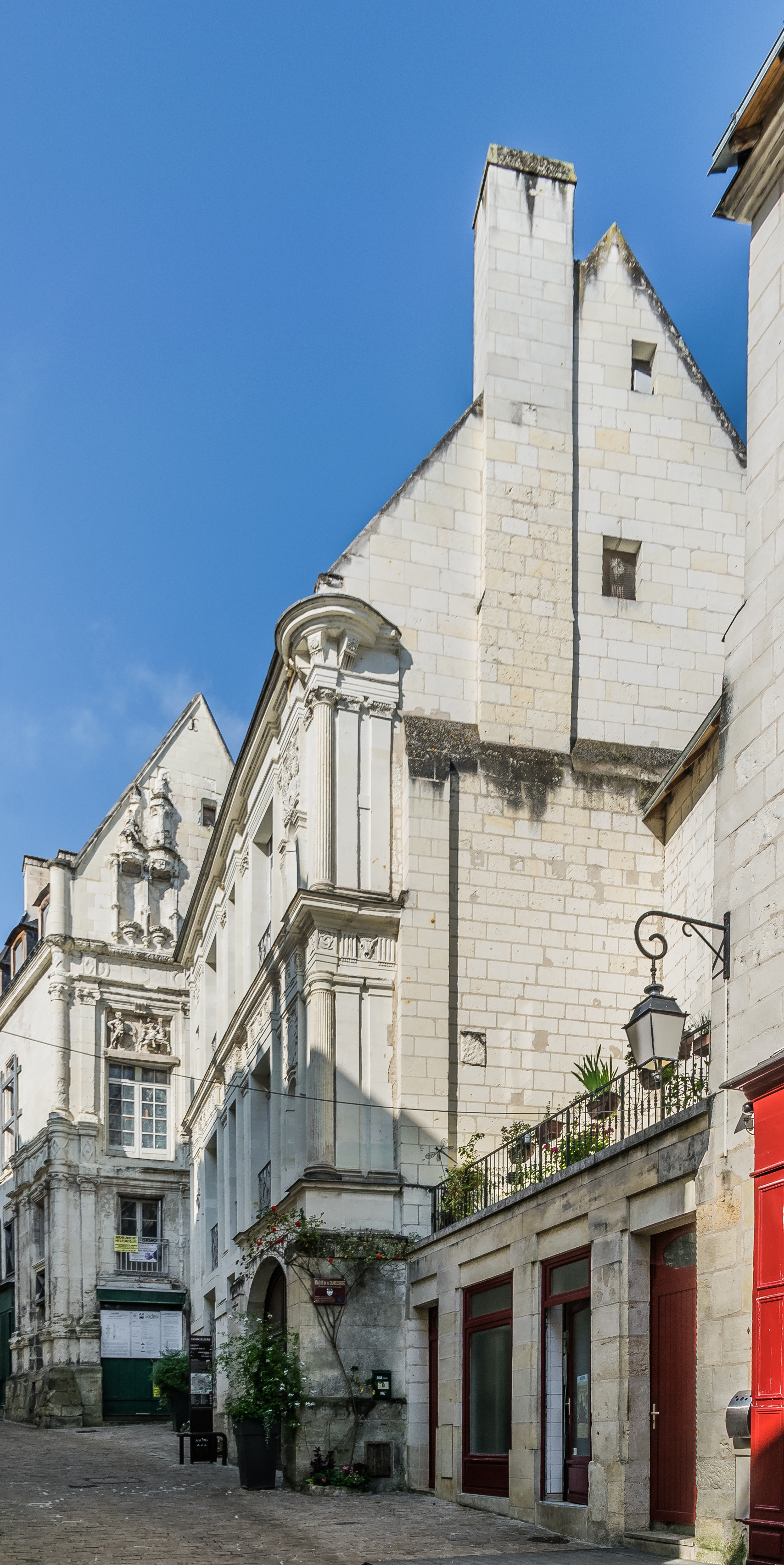
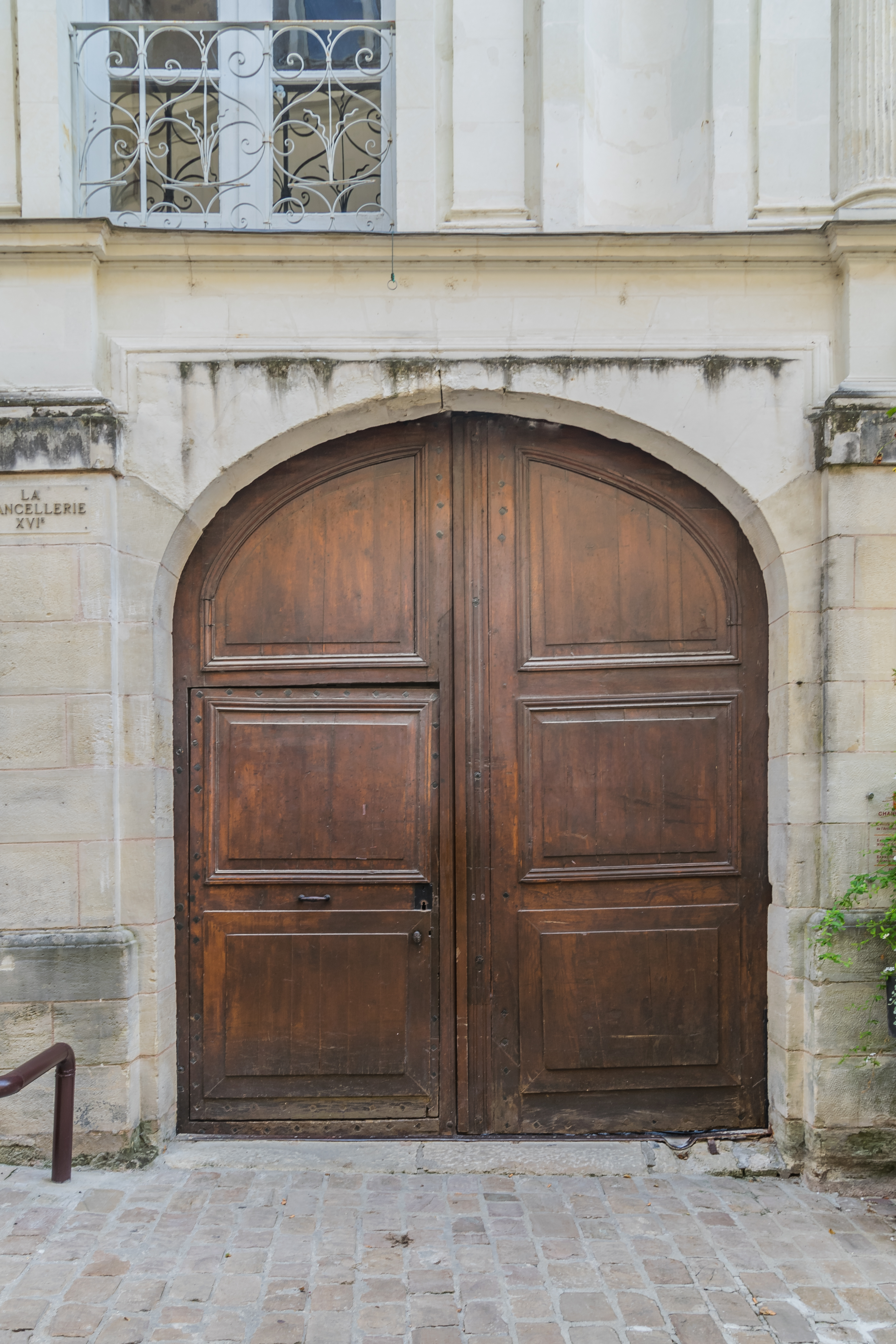

## Historique
L'hôtel, situé au 8, 10 et 12 rue du Château.
La maison de la Chancellerie intègre l'hôtel Haincque.